# Sorn Seavmey
Sorn Seavmey (tiếng Khmer: ស៊ន សៀវម៉ី; sinh ngày 14 tháng 09 năm 1995) là vận động viên taekwondo người Campuchia. Cô từng giành nhiều Huy chương vàng tại Đại hội Thể thao Đông Nam Á cho Campuchia. Không những vậy cô là vận động viên sáng giá nhất, lần đầu tiên giành Huy chương vàng cho đất nước chùa Tháp tại Đại hội thể thao châu Á kể từ khi Campuchia tham gia năm 1954 đến nay. Cô được người Campuchia tôn vinh là nữ anh hùng dân tộc đã giành được chiến thắng vinh quang cho đất nước. Ngay sau đó cô được Vương quốc Norodom Sihamoni trao tặng huy chương và tấn phong là Oknha địa vị ngang hàng quốc vụ khanh.

## Xuất thân
Sorn Seavmey sinh trong gia đình người Khmer gốc Hoa. Cha tên là Sorn Meheang (người Hoa) đã chết do tai nạn giao thông, mẹ tên là Soun Chanthy (người Khmer) sinh năm 1955. Seavmey có 06 anh chị em (03 nam và 03 nữ). Cô là con gái út trong gia đình. Cô đã từng là nữ diễn viên thời trang bán chuyên.
Năm 2010, Cô bắt đầu tham gia trong lĩnh vực thể thao. Lúc này cô chỉ vào tập thể dục bình thường như mọi người. Vì cô đã có người anh ruột tên là Sorn Elit và chị ruột tên là Sorn Davin là vận động viên trong câu lạc bộ Taekwondo. Trong năm tháng tập luyện, cô may mắn gặp được người Hàn Quốc đã truyền cảm hứng và nhiệt tình chỉ dẫn cô để trở thành vận động viên Teakwondo chuyên nghiệp,  giành được huy chương vàng mấy năm liền tại Thế vận hội.

## Sự nghiệp
Năm 2011, Seavmey từng giành huy chương đồng tại SEA Games 2011 ở Jakarta, Indonesia.
Năm 2013, Seavmey từng giành huy chương vàng tại SEA Games 2013 ở Yangon, Myanmar.
Năm 2014, Seavmey là nữ vận động viên Taekwondo người Campuchia và từng đoạt huy chương vàng nội dung nữ dưới 73 kg tại Đai hội thể thao châu Á 2014 ở Incheon, Hàn Quốc.
Năm 2014, cô giành huy chương vàng đầu tiên cho Campuchia tại Đại hội thể thao châu Á kể từ khi Campuchia tham gia năm 1954 đến nay.
Tại Đại hội thể thao châu Á Incheon 2014, Seavmey đã đánh bại đối thủ ở vòng đầu tiên đến từ Uzbekistan với tỷ số 29-7, sau đó đánh bại đối thủ người Philippines trong trận bán kết với tỷ số 6-5. Ở vòng chung kết, cô đánh bại đối thủ đến từ Iran với tỷ số 7-4, trở thành người Campuchia đầu tiên giành huy chương Đại hội thể thao châu Á.
Năm 2016 Seavmey đủ điều kiện tham dự Thế vận hội Mùa hè 2016, nơi cô thi đấu ở hạng +67 kg nữ. Cô bị đánh bại bởi Reshmie Oogink của Hà Lan ở vòng 16. Cô là người cầm cờ cho Campuchia trong Cuộc diễu hành của các quốc gia.
Năm 2017, Cô cũng từng là HCV SEA Games 2017 tại Malaysia.
Năm 2018, Cô cũng là người cầm cờ cho Campuchia tại Đại hội thể thao châu Á 2018 trong lễ khai mạc.
Năm 2019, Cô giành được huy chương vàng tại SEA Games 2019 ở Philippines.